# Xã Hudson, Quận Dickey, Bắc Dakota
Xã Hudson (tiếng Anh: Hudson Township) là một xã thuộc quận Dickey, tiểu bang Bắc Dakota, Hoa Kỳ. Năm 2010, dân số của xã này là 88 người.